# Charles Edgar Salmon
Charles Edgar Salmon (1872-1930) fue un arquitecto, pteridólogo, y botánico inglés, y también ornitólogo.

## Biografía
En 1930, su herbario fue legada al British Museum, y consta de unos 100.000 ejemplares de fanerógamas británicas y criptógamas principalmente de Surrey. Incluye material corecopilado o intercambiado con muchos de sus asociados, además de los herbarios personales completos de al menos otros ocho colectores. Las muestras se etiquetan a menudo simplemente con las iniciales «CES», de manera que el Salmón parece haberse hecho popular entre los botánicos británicos, lo que lleva a mucha confusión sobre la identidad de los coleccionistas de principios del siglo XIX. El material recogido por Salmon está en muchos herbarios y probablemente en más herbarios europeos que lo indicado; duplicados fueron destruidos en la Segunda Guerra Mundial.

## Algunas publicaciones

### Libros
- 1931. Flora of Survey: being an account of the flowering plants, ferns and Characeae, with notes on the topography, climate and geology, and a history of the botanical investigation of the county. Ed. G. Bell & Sons, 688 pp.
- 1929. Watson's Topographical Botany: Suppl. 2. The J. of Botany. Con A. Bennett, J. R. Matthews
- 1904. Notes on Limonium. 10 pp.

## Honores
- 1929: Pte. electo del Club Holmesdale de Historia Natural (1929)[3]
- La abreviatura «C.E.Salmon» se emplea para indicar a Charles Edgar Salmon como autoridad en la descripción y clasificación científica de los vegetales.[4]